# Love Theme from Romeo and Juliet
"Love Theme from Romeo and Juliet", cũng được biết tới với tựa "A Time for Us", là một bản nhạc được Henry Mancini biên soạn (từ nhạc phim của Nino Rota viết cho cuốn phim Romeo and Juliet được đạo diễn bởi Franco Zeffirelli với sự tham gia của 2 tài tử Leonard Whiting và Olivia Hussey). Nó là một bản nhạc pop từng đứng hạng nhất ở Hoa Kỳ trong năm  1969. Nó đứng đầu bảng dĩa đơn của  Billboard Hot 100 vào ngày 28 tháng 6 năm 1969 2 tuần liên tiếp;
Được sắp xếp lại bởi Mancini, người tự chơi phần piano, bài hát bắt đầu cạnh tranh với các bài hát rock and roll của the Beatles và Rolling Stones  trên một đài phát thanh ở Orlando, Florida và lan truyền từ đó. Nó phải đối mặt với sự đối lập gay gắt từ một số đài phát thanh vì cho là nhạc quá mềm yếu. Những đài đó đã thay đổi giọng điệu của họ khi bài hát trở thành số một, kết thúc 5 tuần đứng hàng đầu của bài "Get Back" của The Beatles.
Bản phát hành này cũng đứng đầu bảng xếp hạng nhạc dễ nghe (easy listening chart) của Hoa Kỳ trong tám tuần.

## Nhạc sĩ
- Henry Mancini – Piano
- Hal Blaine – Trống

## Lời nhạc
Có 3 lời nhạc khác nhau trong tiếng Anh cho bài này.
Phiên bản thứ nhất gọi là  "What Is a Youth?", lời của Eugene Walter, và được Glen Weston trình bày. Phim bản này được dùng trong phim và được phát hành như nhạc phim vào năm 1968.
Phiên bản thứ 2 có tựa là "A Time for Us", được Larry Kusik và Eddie Snyder viết lời. Phiên bản này được thâu bởi Johnny Mathis, Shirley Bassey, Andy Williams, Stevie Wonder, và các người khác.
Phiên bản tiếng Anh thứ 3 gọi là "Old Money", được  Elizabeth Woolridge Grant, Robert John Ellis Fitzsimmons, và Daniel Law Heath viết lời, và được Lana Del Rey hát trong album thứ 3 của cô có tựa Ultraviolence, phát hành 2013.

## Việt hóa
Phiên bản tiếng Việt của bài hát này với tiêu đề "Thương Tiếc" do Thái Thịnh phổ lời Việt và xuất hiện trong album "Tình Yêu Tìm Thấy" của ca sĩ Quang Vinh vào năm 2003. Ngoài ra, đoạn dạo đầu của bài hát được sử dụng cho bài hát "Ra Đi", do nhạc sĩ Nguyễn Hoàng Duy sáng tác và được trình bày bởi ca sĩ Noo Phước Thịnh vào năm 2009.

## Chứng nhận
| Quốc gia                                                           | Chứng nhận | Số đơn vị/doanh số chứng nhận |
| ------------------------------------------------------------------ | ---------- | ----------------------------- |
| Hoa Kỳ (RIAA) Lưu trữ ngày 22 tháng 7 năm 2021 tại Wayback Machine | Vàng       | 1.000.000^                    |
| ^ Chứng nhận dựa theo doanh số nhập hàng.                          |            |                               |